# Isomorphic Labs
Isomorphic Labs Limited és una empresa amb seu a Londres que utilitza la intel·ligència artificial per al descobriment de fàrmacs. Isomorphic Labs va ser fundada per Demis Hassabis, que n'és el CEO. L'empresa es va constituir el 24 de febrer de 2021 i es va anunciar el 4 de novembre de 2021. Es va establir sota Alphabet Inc. com una spin-off del seu laboratori de recerca en IA DeepMind, del qual Hassabis també és fundador i CEO.
L'empresa utilitza la tecnologia AlphaFold de DeepMind, que es pot utilitzar per predir estructures de proteïnes en el cos humà amb alta precisió, permetent als seus investigadors trobar noves vies diana per a l'administració de fàrmacs.
El desembre de 2022, Isomorphic Labs va anunciar la seva segona seu a Lausana, Suïssa.
El gener de 2024, Isomorphic Labs es va associar amb Novartis AG i Eli Lilly and Company per treballar junts en el descobriment i la investigació de fàrmacs basats en IA.
El maig de 2024, Google DeepMind i Isomorphic Labs van anunciar el llançament d'AlphaFold 3, una plataforma d'intel·ligència artificial i models de fonamentació. Disponible gratuïtament al servidor AlphaFold per a la recerca no comercial, la plataforma es va desenvolupar entrenant-la amb gairebé 100.000 proteïnes conegudes.  AlphaFold 3 pot predir com es pleguen les proteïnes i les interaccions amb molècules que es troben normalment en fàrmacs com ara lligands o anticossos, cosa que s'espera que acceleri significativament el descobriment de fàrmacs.
El novembre de 2024, els resultats preliminars de CASP16 van mostrar que els models basats en AlphaFold 3 no superaven significativament els mètodes més antics per predir les interaccions proteïna-lligand. Els models amb millor rendiment a la secció CASP16 Pose Prediction for Pharma Targets van ser ClusPro i CoDock que utilitzaven prediccions basades en AlphaFold 2, inspecció visual humana i ajustos manuals. Malgrat aquests resultats, l'abril de 2025 Isomorphic Labs va recaptar 600 milions de dòlars en la seva primera ronda de finançament extern, liderada per Thrive Capital.